# أبو الفضل الأحمدي
الولي العارف أبو الفضل الأحمدي المصري (توفي سنة 942 هـ) وهو من شيوخ عبد الوهاب الشعراني، فقد صحبه خمسة عشرة سنة، ووصفه بأنَّه من أعرف الأولياء بطريق الله وبأحوال الدنيا والآخرة، وله فيهما كلام محل اعتبار. وهو صاحب الكشوفات الربانية، والمواهب الصمدانية، العارف بالله تعالى. أخذ الطريق عن سيدي علي الخواص، والشيخ بركات الخواص وغيرهما، وكان من أهل المجاهدات، وقيام الليل، والتخشن في المأكل والملبس، وكان يخدم إخوانه، ويقدم لهم نعالهم، ويهيئ الماء لطهارتهم.

## سيرته
أبو الفضل الأحمدي أفضل الدين أحد أفراد العارفين وأئمة الأولياء المقربين وهو أخو الإمام الشعراني في الطريق، ومتقدم عليه في الأخذ عن سيدي علي الخواص. وكان له مع الشعراني اتحاد. وكان يقول إن بواطن هذه الخلائق كالبلور الصافي، أرى ما في بطونهم كما أرى ما في ظواهرهم.
وكان شديد التعظيم للمساجد. لا يتجرأ أن يدخل مسجدا إلا تبعا لغيره، ويقول: مثلنا لا ينبغي له أن يدخل حصر الله على الناس، وكان كذلك شيخه الخواص- رحمها الله تعالى- وكان له كشف عجيب بحيث يرى بواطن الخلق وما فيها كما يرى ما في داخل البلور. قال: سألت الله تعالى أن يحجب ذلك عني. فأبى علي، وكان يقول: أعطاني الله تعالى أنه لا يقع بصري على حب فيسوس، وجرب ذلك فيه. قال الشعراوي- رحمه الله تعالى-: ووقع بيني وبينه اتحاد عظيم لم يقع لي قط مع أحد من الأشياخ إذا جالسته، وشرح ضمني إلى مكان أو كلام يقول لي: ارجع بقلبك من الشيء الفلاني، فيعرف ما شرح قلبي إليه، وكنت إذا ورد علي شيء من الحقائق في ليل أو نهار، وأردت أن أقوله له يقول لي: قف لا تخبرني حتى أسمعك ما ورد علي حرفا بحرف، وتارة يأتيني بورقة في عمامته، ويقول: هذا كلام ورد علي الليلة، فحرر علي مصطلح النحاة، فإني لا أعرف أنطق بالنحو. قال: وورد علي كلام بالليل. وكتبته. فبينما أنا أقرأه للفقراء إذ دخل. فقال: اسمعوا هذه الورقة، فقابلناها عليها، فلم يخطئ حرفا واحدا.
قال: وسألني مرة الأمير محيي الدين ابن أبي الإصبغ دفتر دار مصر. كان وهو محبوس في الغرقانه أن أسأل الله تعالى في إطلاقه من السجن، فتوجهت إلى الله تعالى في تلك الليلة في الأسحار، وسألت الله تعالى في إطلاقه، فجاءني الأخ المذكور، وقال: ضحكت عليك، وأنت تدعو للأمير محيي الدين بالخلاص، ودعاؤك يصعد سبعة أذرع إلى السماء، ويرجع وقد بقي من مدة حبسه خمسة أشهر، وسبعة أيام، فلو كنت شاطر مصر لا تقدر على إخراجه حتى تمضي هذه المدة، وكان الأمر كذلك. وقال في الطبقات الكبري: حج سيدي أبو الفضل مرات على التجريد، فلما كان آخر حجة كان ضعيفا. فقلت له: في هذه الحالة تسافر. فقال: لترابي فإن نطفتي مرغوها في تربة شهداء بدر، وكان كما قال، وذلك في سنة اثنتين وأربعين وتسعمئة، وحكى عنه في الوسطى أنه قال: إنما أسافر لترابي لا للحج، فقلت: كيف. فقال: قد قرب أجلي وترابي في تربة بدر عند مسجد العمائر، فكان الأمر كما قال: وأورد الشعراوي من كلامه وأحواله كثيرا في الطبقات الكبرى والوسطى، وأشار إلى أنه ذكرها أبسط مما فيهما في كتابه المسمى بالمنن والأخلاق.

### مذهبه في التصوف
كان يقول بحُسن الاعتقاد بربط القلب مع الله، وتنظيف الباطن من الحرص والغل والحقد وكل الأخلاق المذمومة، وإصلاح الطُّعْمَة فإنها أساس الدين، والتجرد عن الأسباب، والتعلم من كل مَن اختصه الله من فضله كائنًا من كان، لا سيما أهل الحرف النافعة، فإنَّ عندهم من الأدب ما لا يوجد عند خواص الناس.

### كلامه للمريدين
ومن كلامه للمريدين عن الأدب كان يقول لهم: لا تقربوا من الأولياء إلَّا بالأدب ولو باسطوكم، فإنَّ قلوبهم مملوكة، ونفوسهم مفقودة، وعقولهم غير معقولة، فيمقتون على أقلِّ من القليل، ولا تتكلموا قط مع من فَنِيَ في التوحيد فإنَّه مغلوب، وكِلُوه إلى مشيئة الله، ولا تشتغلوا بالإكثار من مُطالعة كتب التوحيد، فإنَّها توقفكم عمَّا أنتم مخلوقون له؛ واحفظوا ألسنتكم مع أهل الشرع فإنَّهم بوابون لحضرة الأسماء والصفات؛ واحفظوا قلوبكم من الإنكار على الأولياء فإنَّهم بوابون لحضرة الذات؛ وإذا صحبتم كاملًا، فلا تؤولوا له كلامًا إلى غير مفهومه الظاهر.

### كلامه للمشايخ
وضع الأحمدي شروطًا للمشايخ عند تلقين الذكر للمُريدين، وعند إلباسهم الخِرقة وإرخائهم العذبة؛ فأمَّا تلقين الذكر: فشرطه أن يكون للشيخ من القوة والتمكين وكمال الحال ما يستطيع به أن يمنح المُريد عند قوله "لا إله إلَّا الله" جميع علوم الشرائع المُنزلة، إذ هي كلها أحكام "لا إله إلَّا الله"؛ وكلما كان المُريد مُتمثِّلًا بشيخه، كان ذلك أيسر على الشيخ، والتلقين الحقيقي لا يكون إلَّا لمن اتحد بشيخه اتحادًا كاملًا حتى صار كأنَّه هو. وأمَّا إلباس الخرقة: فشرطه أن يكون الشيخ من التمكن، بحيث أنَّه عند أمره للمُريد بأن يخلع قميصه أو قلنسوته، فإنَّه يخلع عنه في الواقع جميع أخلاقه المذمومة، فيتعطل عن استعمال شيء منها إلى أن يموت ذلك المُريد، ثم يخلع على المريد - مع إلباسه تلك الخرقة - جميع الأخلاق المحمودة التي هي غاية درجة المريد في علم الله، فلا يحتاج بعدها إلى علاج خُلُقٍ من الأخلاق؛ وأمَّا إرخاء العذبة: فشرطه أن يقدر الشيخ على أن يخلع على حال إرخائها له، سر النمو والزيادة لكل شيء يمسه ذلك المريد أو ينظر إليه، لتكون تلك الزيادة المرخاة من العمامة، علامة وإشارة إلى التحقق لتلك المرتبة من باب التحدث بالنعم.